# Großer Friede von Montreal

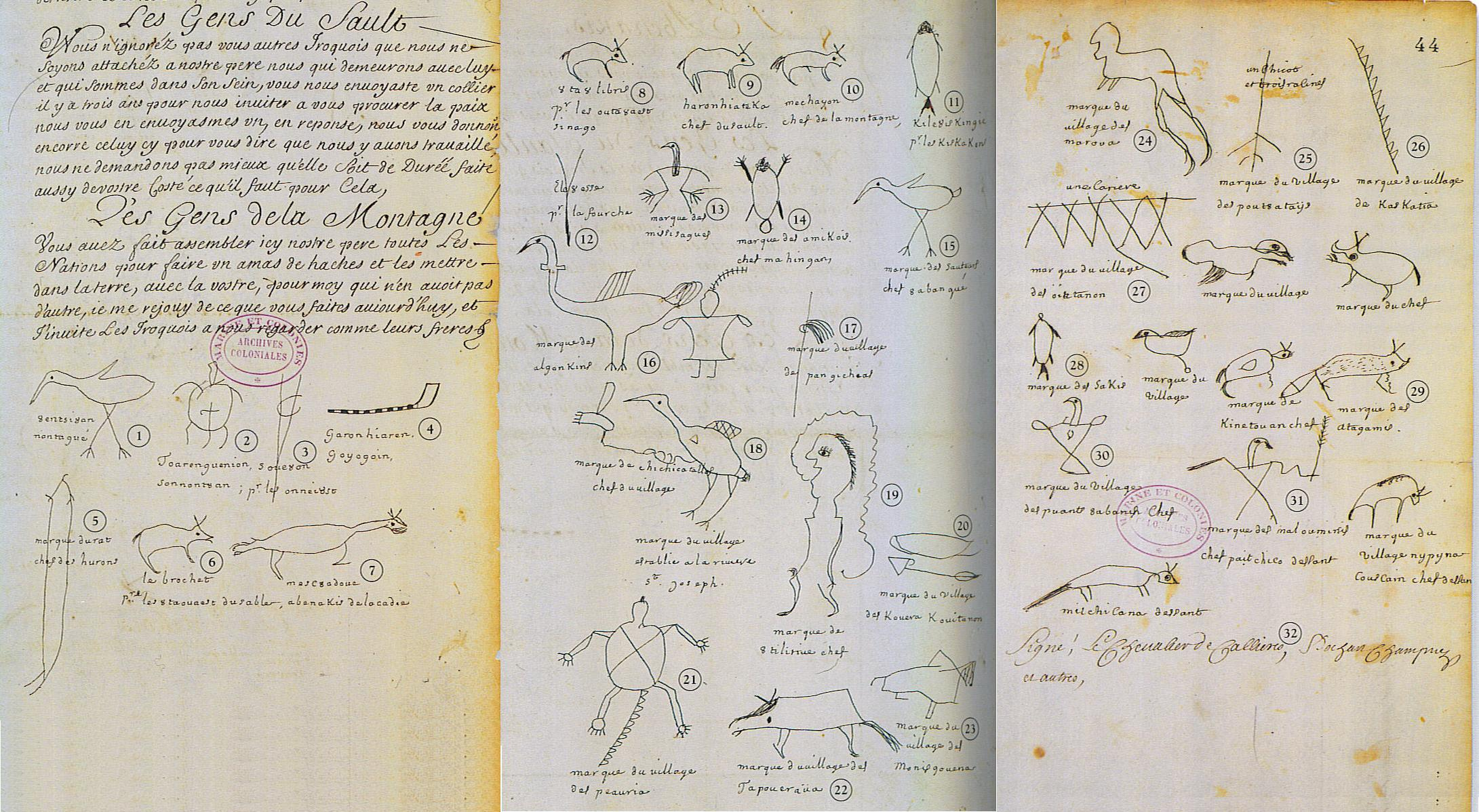
Kopie des Originalvertrags, mit Piktogrammen der unterzeichneten Völker

Der Große Friede von Montreal ist ein 1701 geschlossener Friedensvertrag zwischen der Regierung der französischen Kolonien Nordamerikas (Neufrankreich) und den 40 dort siedelnden Indianervölkern (First Nations). Unterzeichnet wurde er am 4. August 1701 vom Gouverneur der Provinzen Louis-Hector de Callière und 1300 Abgeordneten der 40 eingeborenen Völker.

## Vorgeschichte
Nach der Gründung Québecs durch Samuel de Champlain (1608) und dem Abflauen restlicher Kämpfe befand sich das heutige Grenzgebiet im Osten Kanadas und der USA einige Jahrzehnte im Frieden. Nach anfänglichen Kämpfen war es den Franzosen gelungen, im Interesse des Pelzhandels mit einigen indigenen Völkern zu friedlichen Vereinbarungen zu kommen. Durch die kluge Diplomatie und Sprachkenntnis des Pelzhändlers Nicolas Perrot konnten sich die französischen Kolonisten 1684 mit den Huronen und Algonquin gegen die Expansionstendenzen der Irokesen verbünden.

## Irokesenkriege und Erbfolgekrieg in Europa
Doch kam es um 1680 erneut zu langandauernden Kämpfen (s. Biberkriege), als die Irokesen von den Niederlanden unterstützt wurden. Nach Eingreifen französischer Verbände wurden die Irokesen zurückgedrängt, die jedoch 1689 bei Lachine ein Gemetzel unter ihren Gegnern anrichteten. Im selben Jahr brach in Europa der neunjährige Pfälzische Erbfolgekrieg aus, in dem Frankreich der Wiener Großen Allianz des Reichs mit England, Holland, Spanien und Savoyen gegenüberstand. Bald griff dieser Krieg auch auf Nordamerika über, wo sich englische und französische Kolonisten in einem Nebenschauplatz des King William’s War Grenzgefechte lieferten.
Der Plan der Franzosen, Nieuw Amsterdam (heute New York) zu erobern, wurde bald aufgegeben und stattdessen einige Siedlungen in Neuengland überfallen. Auf der anderen Seite scheiterten 1690 die englischen Versuche, Québec zu erobern. In Indien nahmen die Niederländer 1693 den Franzosen Pondicherry ab, während diese 1696/97 in Kolumbien Cartagena überfielen und 1697 in Europa die katalanische Hauptstadt Barcelona einnahmen. Diese Erfolge trugen dazu bei, dass immerhin Spanien friedensbereit wurde. Im Herbst 1697 wurde der europäische Krieg mit dem Frieden von Ryswick beendet, als dessen Folge Ludwig XIV. Wilhelm III. als König von England anerkannte.

## Schwierige Friedensbemühungen
In Nordamerika blieb der Konflikt der beiden Mächte hingegen offen, unter anderem weil das Siedlungsgebiet der Irokesen sowohl von England als auch Frankreich beansprucht wurde. Letzteres kämpfte mit seinen Alliierten vor allem im Bereich der Großen Seen.
England konnte die Irokesen wegen des gleichzeitigen Seekriegs nicht ausreichend unterstützen, und diese litten zusätzlich unter von Europa eingeschleppten Krankheiten. Ab 1698 veranlasste sie auch der Niedergang des Pelzhandels zu regionalen Friedensbemühungen, die aber von England verhindert wurden. Erst nach einem erfolgreichen Feldzug in ihr Kernland kam es im März 1700 im Stammesgebiet der Onondaga zu echten Verhandlungen. Im September schloss man in Montreal einen vorläufigen Friedensvertrag mit den Five Nations der Irokesen und deren 13 Abgesandten.
Eine größere Konferenz wurde für Sommer 1701 vereinbart, zu der nun Vertreter aller Völkerschaften im Gebiet der Großen Seen eingeladen wurden. Auf Seiten Frankreichs nahmen neben Diplomaten und Militärs auch Missionare teil, die bei den Indianern hoch angesehen waren und schon seit Nicolas Perrot viel zu Friedensbemühungen beigetragen hatten.
Die ersten Delegationen der Stämme trafen – nach teilweise langer Anreise – schon Anfang Juli 1701 in Montreal ein. Doch zogen sich die Verhandlungen einen Monat hin, weil jede Seite das Maximum herausholen wollte.
Die Unterzeichnung des Friedensvertrags erfolgte auf einem weiten, festlich geschmückten Feld außerhalb der Stadt. Unter das Vertragsdokument wurden die Stammeszeichen jeder Delegation gesetzt, die großteils Tiere darstellten (Bild siehe oben). Danach priesen die Häuptlinge die Vereinbarung und ließen die Friedenspfeife reihum gehen. Ein großes Bankett beschloss die Zeremonie.
Der Friede von Montreal wird im englischen Sprachraum auch als Grand Settlement of 1701 bezeichnet, was allerdings mit dem Act of Settlement 1701 verwechselt werden kann.

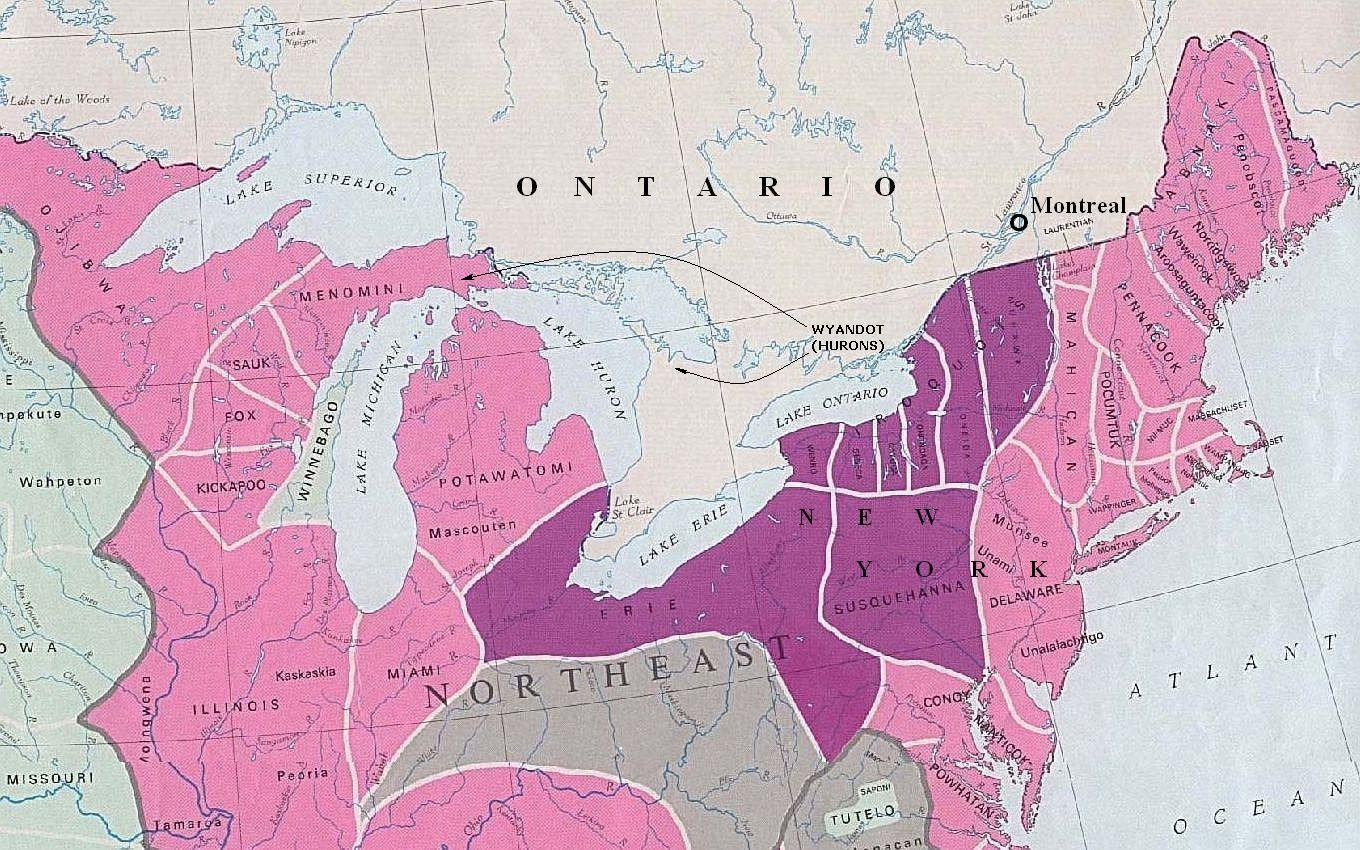
Die betroffenen Indianervölker im Gebiet der Großen Seen (Siedlungsgebiete um 1600, ergänzt um Huronenzüge bis 1700). Die Stämme mit Irokesensprachen sind violett gefärbt.

## Wirkungen des Montreal-Friedens
Der Friedensvertrag zeichnete sich durch drei Besonderheiten aus: die große Zahl der Vertragspartner, die traditionelle indianische Verhandlungsmethode und die Schiedsrichterrolle der Franzosen bei allfälligen Streitigkeiten einzelner Stämme. Überdies garantierten die Irokesen ihre Neutralität im Fall von Konflikten zwischen den englischen und französischen Kolonien.
Nach dem Friedensschluss konnten der Handel und die geografischen Expeditionen wieder aufgenommen werden. Die Priester und Missionare der Jesuiten setzten ihre unterbrochene Tätigkeit im Norden fort. Antoine Laumet, Sieur de Cadillac begann seine Entdeckungsreise um die Großen Seen und gründete die Stadt Detroit.
Der Große Friede erwies sich im Wesentlichen als haltbar und das Vertragswerk wird von den Indianern bis heute anerkannt, weil es in geduldigen Verhandlungen unter gegenseitigem Respekt entstand. Der US-Historiker Francis Parkman (1823–1893) meinte dazu: 
“Spanish civilization crushed the Indian; English civilization scorned and neglected him; French civilization embraced and cherished him.”

## Gedenkstätten, Archive
Zum 300. Jahrestag des Friedensschlusses wurde ein großer Platz in Old Montreal in Place de la Grande-Paix-de-Montréal umbenannt. In Québec tragen einige Örtlichkeiten den Namen von Kondiaronk, Häuptling der Huronen und Petun, einem der Architekten des Vertragswerks. Im Mont Royal Park wurde das Kondiaronk-Belvedere errichtet, das einen schönen Blick auf Montreal bietet.
Die Archives nationales d’outre-mer, eine Behörde der Republik Frankreich in Aix-en-Provence, stellen online ein Dossier La grande paix de 1701 zur Verfügung, das auf ihren reichhaltigen Archivalien zum Thema beruht, u. a. den oben abgebildeten Original-Urkunden als Kopie, wenige Tage nach Vertragsschluss angefertigt.